# Tonight (álbum de Toby McKeehan)
Tonight é o sexto álbum solo do artista de Hip hop cristão TobyMac. A edição deluxe do álbum contém um DVD contendo entrevistas com Toby sobre as músicas do disco, a realização do CD/DVD e um olhar para dentro da Diverse City Band. O álbum estreou em 6 º lugar na Billboard 200, vendendo 79.000 unidades em sua primeira semana. A partir de início de novembro de 2010, o álbum já vendeu mais de 315 mil cópias

## Lista de faixas
1. "Tonight" (featuring John Cooper of Skillet) (4:20)
2. "Get Back Up" (3:14)
3. "Funky Jesus Music" (featuring Beckah Shae & Siti Monroe) (3:20)
4. "City on Our Knees" (4:27)
5. "Showstopper" (2:51)
6. "Changed Forever" (featuring Nirva Ready) (3:36)
7. "Hold On" (4:00)
8. "Loud 'n' Clear" (Trudog '10) (1:35)
9. "Hey Devil" (3:15)
10. "Wonderin'" (featuring Matt Thiessen of Relient K) (3:40)
11. "Captured" (3:38)
12. "Start Somewhere" (3:36)
13. "Break Open the Sky" (featuring Israel Houghton) (6:14)

- Faixa escondida: "Funky Jesus Música Remix" (apresentado depois de algum silêncio depois de "Break Open the Sky" no CD regular)

## Prémios
O álbum venceu um Dove Award na categoria "Rock/Contemporary Album of the Year" na edição nº 42 dos mesmos. As músicas "Get Back Up", "Tonight" e "Showstopper" foram igualmente nomeadas.